# Chlenias gonosema
Chlenias gonosema är en fjärilsart som beskrevs av Oswald Beltram Lower 1893. Chlenias gonosema ingår i släktet Chlenias och familjen mätare. Inga underarter finns listade i Catalogue of Life.